# تجمع بدوي (ناطع)

تعديل مصدري - تعديل

تجمع بدوي هي إحدى قرى عزلة وعله آل رقاب بمديرية ناطع التابعة لمحافظة البيضاء، بلغ تعداد سكانها 123 نسمة حسب تعداد اليمن لعام 2004.